# Prosciurillus
Prosciurillus é um gênero de roedores da família Sciuridae.

## Espécies
- Prosciurillus abstrusus Moore, 1958
- Prosciurillus leucomus (Müller & Schlegel, 1844)
- Prosciurillus murinus (Müller & Schlegel, 1844)
- Prosciurillus rosenbergii (Jentink, 1879)
- Prosciurillus weberi (Jentink, 1890)